# Adelpha leucophthalma
Adelpha leucophthalma is een vlinder uit de onderfamilie Limenitidinae van de familie Nymphalidae. De wetenschappelijke naam van de soort werd als Nymphalis leucophthalma in 1809 gepubliceerd door Pierre André Latreille.